# Nieuw-Guinese kwartellijster
De Nieuw-Guinese kwartellijster (Cinclosoma ajax) is een zangvogel uit de familie Cinclosomatidae.

## Verspreiding en leefgebied
Deze soort is endemisch in Nieuw-Guinea en telt drie ondersoorten:
- C. a. ajax: westelijk Nieuw-Guinea.
- C. a. alare: oostelijk-centraal en zuidelijk-centraal Nieuw-Guinea.
- C. a. goldiei: zuidoostelijk Nieuw-Guinea.

## Status
De grootte van de populatie is niet gekwantificeerd maar de soort wordt omschreven als plaatselijk vrij algemeen. Op de Rode lijst van de IUCN heeft deze soort de status niet bedreigd.